# Francisco Jiménez Arenas
Francisco Jiménez Arenas, (Órgiva, província de Granada, 1872 o 1873 - Barcelona, 2 de setembre de 1936), fou un militar espanyol que va ocupar la presidència accidental de la Generalitat de Catalunya després dels fets del 6 d'octubre de 1934. En 1936, va participar a Barcelona en la revolta contra el govern de la República que va donar origen a la Guerra Civil, per la qual cosa va ser empresonat. Va ser assassinat per milicians anarcosindicalistes que el van treure de la presó on es trobava.

## Biografia
En la seva joventut, Jiménez Arenas va ingressar en el Col·legi Preparatori Militar de Granada per preparar el seu ingrés en l'Acadèmia General Militar. Després del tancament d'aquesta en 1893 va passar a l'Acadèmia d'Administració Militar d'Àvila, d'on va sortir com a oficial d'Intendència en 1894. Va participar en les campanyes de les Filipines i del Marroc, on va obtenir diverses condecoracions.
A l'octubre de 1934 era coronel d'Intendència en la IV Divisió Orgànica i després de produir-se la fallida proclamació de l'Estat català per part del president de la Generalitat, Lluís Companys, el comandant en cap de la Divisió, el general Batet, després de declarar l'estat de guerra el va designar el 7 d'octubre president accidental de la Generalitat. Va ocupar aquesta responsabilitat fins a gener de 1935, quan el govern de la República va nomenar Manuel Portela Valladares governador general de Catalunya, una vegada que la Generalitat de Catalunya va ser suspesa mitjançant un decret del 2 de gener de 1935.
Posteriorment, va ser ascendit a intendent general i nomenat inspector dels Serveis d'Intendència en la 3a. Inspecció General de l'Exèrcit amb seu a Valladolid. Va participar en la preparació del cop d'estat del 18 de juliol que va donar pas a la Guerra Civil, acudint com a agent d'enllaç el dia 16 de juliol a la caserna general de la IV Divisió Orgànica a Barcelona. Fracassada la revolta a Barcelona, va ser capturat i empresonat en el buc presó Uruguay, que es trobava fondejat al port de Barcelona. La matinada del 2 de setembre fou tret de l'Uruguay, assassinat per milicians anarcosindicalistes, i enterrat el seu cos al cementiri de Montcada. Malgrat haver estat assassinat, va ser jutjat "en rebel·lia" al gener de l'any següent pel Tribunal Popular Especial de Barcelona, presidit per Àngel Samblancat i Salanova, juntament amb diversos militars que havien participat en la revolta i que havien estat empresonats després del seu fracàs. Malgrat que la sentència no podria executar-se, va ser condemnat a mort. Finalitzada la guerra la seva restes van ser identificades i enterrades amb tota solemnitat per les noves autoritats.
Entre els seus fills es trobaven el comandant Ignacio Jiménez Martín, pilot del "Jesús del Gran Poder"; i el tinente pilot de caça i autor del llibre "Cadenas del Aire" José Luis Jiménez-Arenas Martín, tots dos van formar part de l'aviació franquista.